# Middletown, Illinois
Middletown là một làng thuộc quận Logan, tiểu bang Illinois, Hoa Kỳ. Năm 2010, dân số của làng này là 324 người.

## Dân số
Dân số qua các năm:
- Năm 2000: 434 người.
- Năm 2010: 324 người.